# جورج جنكينز (سياسي)
جورج جنكينز (بالإنجليزية: George Frederick Jenkins)‏ هو سياسي بريطاني وأسترالي (وحمل سابقاً جنسية المملكة المتحدة لبريطانيا العظمى وأيرلندا)، ولد في 24 يونيو 1878 في أستراليا، وتوفي في 25 يوليو 1957 في نفس البلد. حزبياً، نشط في Liberal Union (South Australia) ‏ ( – 16 أكتوبر 1923) وLiberal Federation ‏ (16 أكتوبر 1923 – 9 يونيو 1932) وتحالف الليبرالية والريفي (9 يونيو 1932 – ).

## مناصب
- انتخب Minister of Forests ‏ (14 ديسمبر 1944 – 28 مايو 1954).
- انتخب وزير الزراعة (15 مايو 1944 – 28 مايو 1954).
- انتخب Minister of Marine ‏ (15 يناير 1930 – 17 أبريل 1930).
- انتخب Minister for Local Government ‏ (8 أبريل 1927 – 17 أبريل 1930).
- انتخب Minister of Lands ‏ (8 أبريل 1927 – 17 أبريل 1930).
- انتخب Minister of Marine ‏ (14 نوفمبر 1923 – 16 أبريل 1924).
- انتخب Minister for Local Government ‏ (14 نوفمبر 1923 – 16 أبريل 1924).
- انتخب Commissioner of Public Works (South Australia) [الإنجليزية]‏ (14 نوفمبر 1923 – 16 أبريل 1924).
- انتخب وزير الزراعة (3 نوفمبر 1922 – 14 نوفمبر 1923).
- انتخب عضو مجلس النواب جنوب أستراليا من الجمعية عن دائرة Electoral district of Newcastle (South Australia) [الإنجليزية]‏ وقد انضم خلال فترته النيابية (19 مارس 1938 – 2 مارس 1956) للكتلة البرلمانية تحالف الليبرالية والريفي.
- انتخب عضو مجلس النواب جنوب أستراليا من الجمعية عن دائرة Electoral district of Burra Burra [الإنجليزية]‏ وقد انضم خلال فترته النيابية (8 أبريل 1933 – 18 مارس 1938) للكتلة البرلمانية تحالف الليبرالية والريفي.
- انتخب عضو مجلس النواب جنوب أستراليا من الجمعية عن دائرة Electoral district of Burra Burra [الإنجليزية]‏ وقد انضم خلال فترته النيابية (26 مارس 1927 – 4 أبريل 1930) للكتلة البرلمانية Liberal Federation [الإنجليزية]‏.
- انتخب عضو مجلس النواب جنوب أستراليا من الجمعية عن دائرة Electoral district of Burra Burra [الإنجليزية]‏ وقد انضم خلال فترته النيابية (6 أبريل 1918 – 4 أبريل 1924) للكتلة البرلمانية Liberal Union (South Australia) [الإنجليزية]‏.